# Steve Jurvetson
Stephen T. "Steve" Jurvetson, född 1 mars 1967, är en amerikansk affärsman och riskkapitalist. Han är för närvarande delägare i Draper Fisher Jurvetson (DFJ).